# 3-й альпийский полк (Италия)
3-й альпийский полк (итал. 3° Reggimento Alpini) — лёгкий пехотный полк сухопутной армии Италии, который специализируется на боевых действиях в горах. Часть корпуса альпини. Отличился в ходе обеих мировых войн.

## История

### Формирование
3-й альпийский полк был образован 1 ноября 1882 и состоял из трёх батальонов: «Валь Стура», «Валь Майра» и «Монти-Лессини» в честь долин и местечек, откуда набирались добровольцы. В 1886 году батальоны были переименованы в честь своих дислокаций: «Фенестрелле», «Суза» и «Суза 2°». В 1908 году произошло очередное переименование: батальон «Суза 2°» был переименован в «Экзиллес», а в полк был включён батальон «Пинероло» из 4-го альпийского полка.

### Первая мировая война
3-й альпийский полк принял боевое крещение в итало-турецкой войне в 1911 году, сражаясь с турецкими войсками в Ливийской пустыне. Во время Первой мировой войны полк состоял из 13 батальонов и участвовал в кровопролитных сражениях против австро-венгерских кайзеръегерей и германского Альпийского корпуса. В полку были следующие батальоны (жирным выделены образованные до войны, за ними идут батальоны первой и второй линии резерва):
- Пинероло, Валь Пелличе, Монте Гранеро
- Фенестрелле, Валь Кизоне, Монте Альбергьян, Курмайёр
- Экзиллес, Валь Дора, Монте Ассьетта
- Суза, Валь Кенишья, Монченизио

### Межвоенный период
10 сентября 1935 была сформирована 1-я альпийская дивизия «Тауринензе». В неё вошли 3-й, 4-й альпийские полки и 1-й горный артиллерийский полк. Дивизия участвовала в завоевании Абиссинии в 1936 году.

### Вторая мировая война
В 1940 полк в составе дивизии «Тауринензе» принимал участие в нападении Италии на Грецию. После германского вторжения в Югославию дивизия несла гарнизонную службу в Черногории, где 4-й полк был расформирован после подписания Италией перемирия с союзниками 8 сентября 1943. Большая часть солдат полка присоединилась к итальянской партизанской бригаде «Гарибальди», действовавшей в центральной части Югославии.
25 июня 1944 3-й альпийский полк был воссоздан в Южной Италии на основе батальонов «Пьемонт» и «Монте-Гранеро». Вместе с 4-м полком берсальеров он создал 1-ю итальянскую бригаду Итальянского освободительного корпуса, воевавшего на стороне Западных союзников. После того, как полк берсальеров понёс огромные потери, 30 сентября 1944 после объединения двух полков был образован Отдельный пехотный полк, куда вошла боевая группа «Леньяно», оснащённая британским оружием. Она сражалась в составе 2-го польского корпуса на левом фланге 8-й британской армии у реки Идиче.

### Холодная война
После Второй мировой войны только батальон «Суза» был преобразован 23 ноября 1945 как часть 4-го альпийского полка, унаследовав традиции и полковые цвета 3-го альпийского полка.

## Сегодня
3-й альпийский полк был воссоздан 23 ноября 1993, а батальон «Суза» стал его единственным батальоном. Сегодня в состав 3-го полка входят также полковое командование и рота снабжения. Полк базируется в городе Пинероло (провинции Турин) и входит в бригаду «Тауринензе». 3-й полк базировался до августа 2007 года в Кабуле согласно обязательствам Италии по помощи программе ISAF, пока его не сменил 7-й альпийский полк.
- Полковое командование
  -  Командование и рота снабжения
  -  Альпийский батальон «Суза»
    -  34-я альпийская рота «Пьета Леморта»
    -  35-я альпийская рота «Ла Випера»
    -  36-я альпийская рота «Л'Ардия»
    -  133-я миномётная рота «Ла Нобиле»
    -  221-я противотанковая рота «Валь Варайта»

## Вооружение
Роты альпийских стрелков используют гусеничные вездеходы Bv 206S, БТР Puma 6x6 и бронеавтомобили Lince. Рота миномётчиков оснащена 120-мм миномётами MO-120-RT61 и ПТРК «Спайк».